# Гонки формульного типа
Гонки формульного типа — термин, относящийся к различным формам гонок одноместных автомобилей с открытыми колесами. Его происхождение лежит в номенклатуре, принятой ФИА в послевоенный период для регламентирования всех гонок одноместных автомобилей.
Самыми известными гонками формульного типа являются Формула-1, Формула-2, Формула-3, Формула-4 и IndyCar. Общее использование термина «гонки формульного типа» включает в себя и другие серии гонок, в том числе серию GP2, пришедшую на смену Формуле 3000, которая, в свою очередь, была эффективной заменой Формуле 2.
Такие серии гонок как Формула-3 и GP2 описываются как вспомогательные, занимающие позицию ниже Формулы-1 в рейтинге гонок одноместных автомобилей. Существуют две основные формы гоночных формул: открытая формула, которая позволяет выбор шасси и/или двигателя, а также контролируемая или спецификационная формула, которая опирается на одного поставщика для шасси и двигателей. Формула-3 пример открытой формулы, в то время как Формула-БМВ является контролируемой формулой. Есть и некоторые исключения, такие как Формула-Форд, где используется открытая формула шасси, но использование двигателя ограничено одним поставщиком.
Категории формул санкционированные ФИА и находящиеся классом ниже Формулы-1 пережили в своей истории два важных этапа эволюции. Первый произошёл в 1985 году когда Формула-3000 была представлена как современная замена Формулы-2. Формула-3000 сохранила открытый подход к шасси, но использовала единый тип двигателя — 3.0 V8 производителя Cosworth. Позже было одобрено использование шасси Lola с двигателями разработанными фирмой Judd от поставщика Zytek. Второй этап эволюции пришёлся на 2005 год когда Формула-3000 была заменена серией GP2. При этом допускалось использование только одного шасси от Dallara и 4,0 V8 двигателя от Renault.

## Основные серии гонок формульного типа в настоящее время

### Формула-1
В 1946 году, в процессе возрождения соревнований Гран-при после окончания Второй Мировой войны, FIA была ответственна за определение стандартизированных правил Формулы-1. Первой гонкой, прошедшей по раннему регламенту Формулы-1, было не чемпионское Гран-при в Турине в сентябре 1946 года. Первый официальный мировой чемпионат для водителей гоночных машин был проведен в 1947 году, а в 1950 был представлен первый чемпионат мира Формулы-1.

### Формула-2
Регламент Формулы-2 впервые был определён в 1947 году как форма гонок класса Б, более низкого чем Формула-1. Носила статус чемпионата Европы, была заменена на Формулу-3000 в 1985, но в 2009 была возвращена в виде ФИА Формула-2, однако не показала свою эффективность и была расформирована в 2012 году, но вернулась под нынешним названием после переименования GP2.

### Формула-3
Разрабатывалась ФИА как третий по силе класс после Формулы-1 и Формулы 2. В 2019 году, в результате слияния GP3 и Чемпионата Европы Формулы-3 было создано международное первенство. По регламенту Формулы-3 проводится также женская Серия W, ряд региональных чемпионатов и чемпионатов с собственным регламентом, имеющим некоторые отличия от Формулы-3.

### Формула-4
Формула 4 создана в марте 2013 г. Это промежуточный класс перед Формулой-3. По регламенту данного класса проводится множество различных моносерий, встроенных в какую-либо национальную или региональную автогоночную серию соревнований.

### IndyCar
Наиболее статусная серия на машинах с открытыми колёсами в Северной Америке. Чемпионат откололся в 1995 г. от серии CART из-за недовольства ряда участников чемпионата условиями. Champ Car начал терять позиции и в 2008 году обанкротился, став частью IRL.

### Формула-Ниппон
Престижный японский чемпионат по гонкам формульного типа, эквивалентный Формуле-2 и её предшественникам. Проводится с 1973 года, используя правила Формулы 2, а с 1987 по 1996 год — правила Формулы-3000. С 1996 года в Формуле-Ниппон используются шасси и двигатели построенные по собственному набору правил. До 2009 года допускалось использование шасси фирмы Lola и двигателей от производителей Honda и Toyota , а с 2009 единственным производителем шасси является американская компания Swift Engineering.